# Мунджон-ванху
Мунджо́н-ванху́ (хангыль: 문정왕후, ханча: 文定王后; 2 декабря 1501 — 5 мая 1565) — королева-консорт Чосона из клана Папхён Юн. Была третьей супругой чосонского вана Чунджона из династии Ли. Она была королевой Чосона с 1517 года до смерти своего мужа в 1544 году, после чего она получила посмертное имя Мунджон, была удостоена титула Вдоствующей королевы Сонрёль (성렬왕대비) во время правления её пасынка Ли Хо, короля Инджона. Позже она была удостоена титула Великой вдовствующей королевы Сонрёль (성렬대왕대비) во время правления её сына Мёнджона.
Королева Мунджон была регентом, когда её сын был несовершеннолетним — между 1545 и 1553 годами. Она была эффективным руководителем и самым влиятельным сторонником буддизма во времена ранней династии Чосон. Она раздала простым людям земли, которые раньше принадлежали знати. Во время её регентства её брат Юн Вонхён обладал огромной властью, чтобы уничтожить их оппозицию, и возглавил Четвертую чистку литераторов[уточнить] в 1545 году.

## Жизнеописание

### Ранняя жизнь и предыстория
Будущая королева родилась 2 декабря 1501 года во время правления вана Ёнсана. Её отец, Юн Джиим происходил из клана Папхён Юн. Её мать происходила из клана Чонхви Ли. По отцу она является правнучкой королевы Чонхён, а её племянник в конце концов женился на внучке Ким Ан Ро, втором королевском советнике при Чунджоне. Она приходилась троюродной сестрой Юн Мёнхе — королеве Чангён, второй супруге её будущего мужа, вана Чунджона.
Ван Ёнсан был свергнут в 1506 году, а его сводный брат Чунджон был возведён на трон в качестве одиннадцатого правителя Чосона лидерами политической фракции хунгу, авторитетной элитой того времени, которые возглавили переворот. Королевская власть Чунджона была ограничена из-за могущественного присутствия лидеров переворота, посадивших его на трон.
Юн Мёнхе из клана Папхён Юн, которая была второй королевой-супругой Чунджона, умерла в 1515 году и посмертно была удостоена титула королевы Чангён. Два чиновника из фракции Сарим обратились к королю с просьбой восстановить статус свергнутой королевы Син, первой королевы-супруги Чунджона, которая была свергнута фракцией хунгу в 1506 году. Чиновники, принадлежащие к фракции хунгу, были против этой идеи и вызвали изгнание этих чиновников из дворца. Вдовствующая королева Джасун, мать Чунджона, решила выбрать новую королеву-супругу из своего собственного клана, Папхён Юн. Это решение поддержал Юн Им, брат королевы Чангён и дядя её сына, наследного принца. Ожидалось, что королева из клана Папхён Юн будет покровительницей наследного принца. Таким образом, дочь Юн Джиима была выбрана новой королевой в возрасте 17 лет в 1517 году.

### Королева-консорт

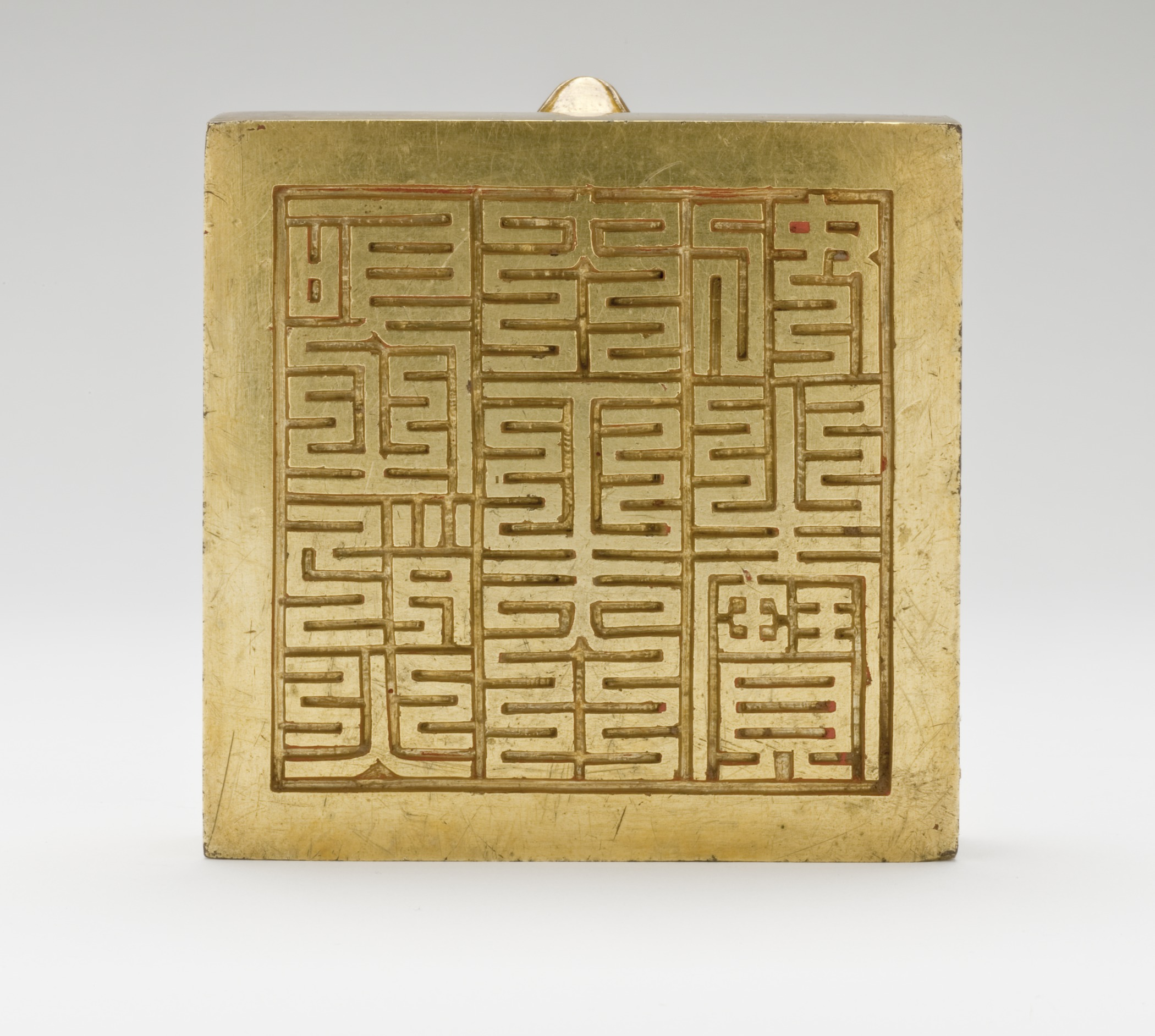
Печать королевы Мунджон с навершием в виде черепахи

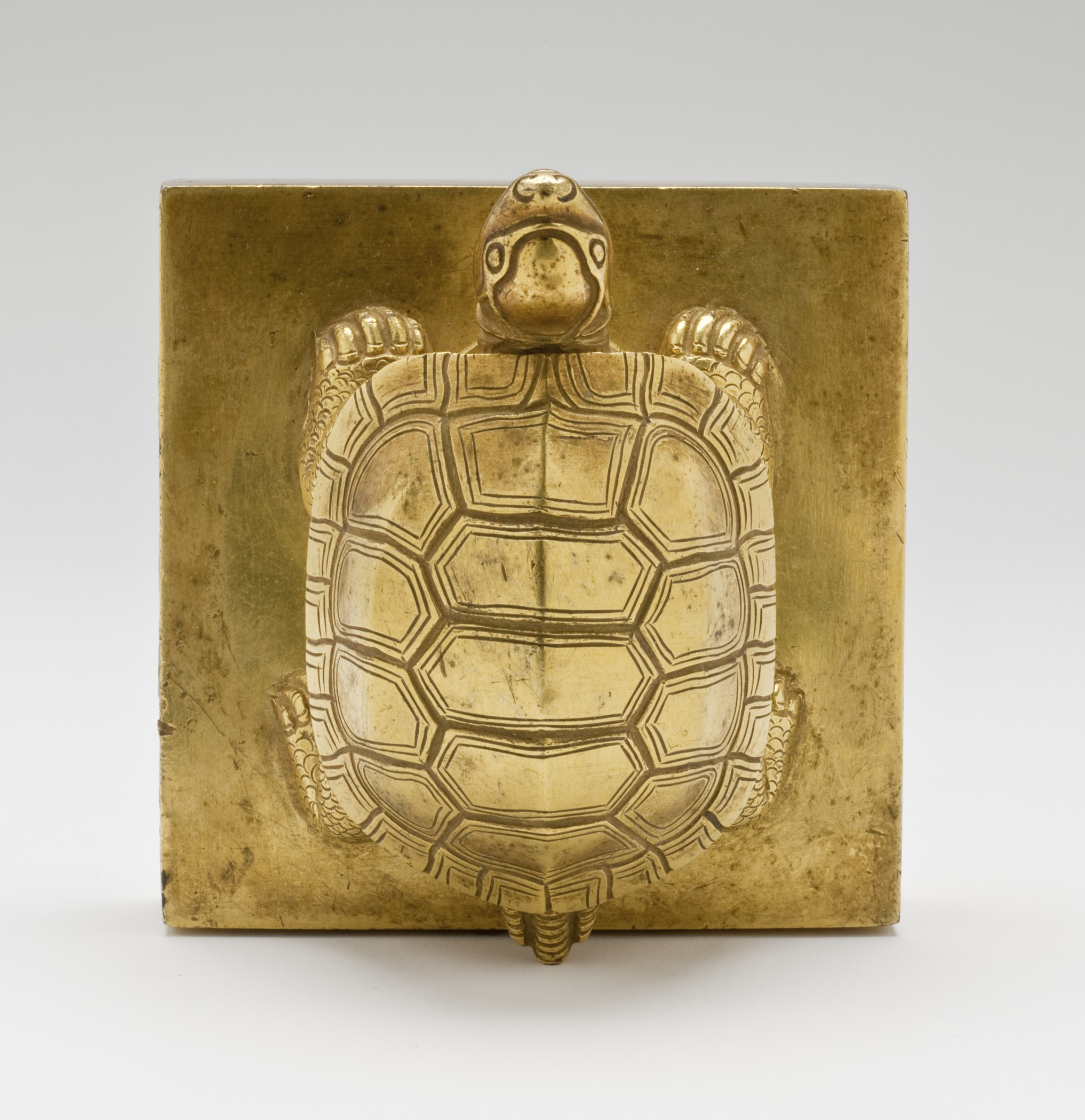
Печать королевы Мунджон с навершием в виде черепахи

После того, как Чо Кванджо умер и десятки саримских ученых были сосланы во время чистки литераторов в 1520 году, у Чунджона больше не было возможности править самостоятельно. Его правление было отмечено бурной борьбой между различными консервативными фракциями, каждую из которых поддерживала одна из супруг короля. Фракция Нам Гона и Шим Юна и фракция Ким Анро соперничали за власть после того, как сын Ким Анро женился на старшей дочери Чунджона. Позже Ким Анро был сослан Нам Гоном и Шим Юном за злоупотребление властью.
Хотя официально королева была главной супругой короля, наложницы Чунджона были старше её, и некоторые из них обладали большей властью как мать принца, например, Пак Кён Бин, которая была матерью принца Боксона, и Хон Хви Бин, которая была матерью принца Кымвона. Пак Кён Бин также была приемной дочерью Пак Вон Чжона, дяди по материнской линии королевы Чангён. Пак также был младшим братом великой внутренней принцессы-консорта Сынпхён, жены великого принца Вольсана и невестки королевы Инсу.
Хон Хви Бин была дочерью Хон Гён-Джу, одного из лидеров группировки хунгу. Хон Кён Чжу, Нам Гон и Шим Юн были вместе названы «Злой тройкой Гимё» из-за их роли в чистке литераторов. Пак Кён Бин и Хон Хви Бин были сторонниками фракции. Королева едва сохранила свое положение, защищая наследного принца от честолюбивых наложниц.
В первые годы своего пребывания на посту королевы у неё были плохие отношения с Пак Кён Бин, которая разработала план по возведению принца Боксона на трон, но королева выступила против этого. Пак Кён Бин также готовила всевозможные заговоры, чтобы монополизировать любовь Чунджона. В то же время, сама королева родила трех дочерей и не имела сына в течение 17 лет, несмотря на то, что Чунджон ожидал, что у неё будет принц. Хон Хви Бин же потеряла свою известность после смерти отца в 1522 году.
После того, как Ким Ан-ро вернулся из изгнания после смерти Нам Гона, он обвинил Шим Чон в получении взяток от Пак Кён Бин, чтобы помочь ей посадить принца Боксона на трон. Позже он обвинил Шим Чона и Кён Бин в проклятии наследного принца. Позже, в 1533 году Шим Юн, Пак Кён Бин и принц Боксон были казнены. В 1534 году сама королева наконец родила сына И Хвана, великого принца Кёнвона (경원대군). Во имя защиты Во имя защиты  наследного принца. Ким Ан Ро попытался свергнуть королеву, потому что её сын считался угрозой для наследного принца, но королева заранее заметила заговор и убедила короля избавиться от него. Это заставило её снова осознать, что бесполезно находиться в должности без реальной власти.
Ким Ан Ро был казнен в 1537 году. После этого Юн Им и братья королевы Юн Вон Ро и Юн Вон Хён заполнили вакуум образовавшийся во власти. Многие чиновники собрались вокруг двух центров власти и превратились в отдельные политические фракции. Фракция Юн Им стала известна как «Великий Юн», а фракция братьев Юн — как «Малый Юн». Многие ученые-саримы присоединились к Великому Юну, так как возлагали большие надежды на наследного принца, который учился у Чо Гван-джо и И Хвана.
Хотя наследный принц долгое время был политическим защитником королевы, он превратился в политического врага, от которого ей следовало избавиться ради будущего собственного сына. В «Анналах династии Чосон» рассказывается история королевы, которая пригрозила наследному принцу не убивать её братьев и её  собственного сына. Её враждебность была вызвана не только её амбициями, но и манипуляциями Юн Има и покойного Ким Ан Ро, направленными на избавление от королевы.

### Правление короляИнджона
Чунджон умер в 1544 году, и наследный принц взошёл на престол как 12-й король Чосона (храмовое имя: Инджон). Королева была удостоена звания Вдовствующей королевы Сонрёль. Она выражала свое недовольство во многих аспектах, но не могла напрямую противостоять Юн Иму, который в то время обладал огромной властью. Инджон уволил Юн Вон Хёна и Юн Вон Ро со своих постов после того, как фракция Великого Юна объявила им импичмент, но им не удалось полностью уничтожить свою оппозицию, поскольку Сонрёль защищала фракцию Малого Юна и других представителей оппозиции.

Многие в фракции Сарим считали, что Инджон был отравлен Сонрёль , но нет никаких доказательств того, что это было так. Согласно неофициальным хроникам, есть история о  Сонрёль , наконец, проявившей любовь к своему «приемному» сыну Инджону после десятилетий вежливого безразличия (на самом деле закулисной ненависти).
Когда Инджон пошел отдать дань уважения, лицо Мунджон начало сиять улыбкой, которую могла подарить своему ребенку только мать. Инджон воспринял это как знак того, что вдовствующая королева наконец признала его королем и, в частности, своим собственным сыном. Он съел тток, который дала ему мачеха, не зная, что это будет началом конца. Он заболел медленно, недостаточно, чтобы вызвать какие-либо подозрения, но достаточно быстро, чтобы историки позже заметили это событие. Прошло три дня, прежде чем Инджон загадочно умер (всего после 9 месяцев правления).
В хрониках также говорится, что Сонрёль часто посещали духи по ночам после смерти Инджона. Она была так обеспокоена, что перенесла свою резиденцию из дворца Кёнбок во дворец Чхандок.

### Регентство
После смерти Инджона в 1545 году великий принц Кёнвон взошёл на престол как 13-й король Чосона (храмовое имя: Мёнджон). Как мать молодого короля и Великая вдовствующая королева, Сонрёль исполняла обязанности регента.
Юн Вон Хён был восстановлен в должности и обладал огромной властью. Юн Вон Хён обвинил Юн Има и его сторонников в заговоре с целью посадить на трон другого принца вместо Мёнджона после смерти Инджона. Эти обвинения и слухи об измене Юн Има привели к Четвёртой чистке литераторов 1545 года, в ходе которой принц Юн Им и девять его сторонников, включая ученых Сарима, были казнены. После этой первоначальной чистки Юн Вон Хён продолжал зачищать своих соперников и ученых Сарима в течение следующих пяти лет, пока общее число погибших не превысило сотню. Он даже привлек к ответственности своего старшего брата Юн Вон-Ро, который был казнен несколькими днями позже вместе со своими последователями в 1546 году.Не встречая сопротивления со стороны правительства, Юн Вон Хён стал министром кадров (이조판서) в 1548 году, левым государственным советником в 1551 году и, в конечном итоге, главным государственным советником (영의정) в 1563 году.
Несмотря на насильственное правление Юн Вон Хёна, вдовствующая великая королева Сонрёль была эффективным администратором и продолжала править даже после того, как её сын достиг совершеннолетия, раздав простым людям земли, ранее принадлежавшие знати. Она также была самым влиятельным сторонником буддизма во времена ранней династии. На протяжении всего периода Чосон неоконфуцианское правительство активно препятствовало и подавляло буддизм. С буддийскими монахами обращались так, как будто они находились на том же социальном уровне, что и рабы, и им не разрешалось входить в ворота столицы. Она отменила официальный запрет на буддийское поклонение и спровоцировала впечатляющее возрождение буддизма.

### Буддийские Картины
Она заказала 400 буддийских произведений искусства, и целью заказа было отметить открытие храма Хоэм. Проект был начат в 1563 году и завершен двумя годами позже.
Огромный заказ включал 100 свитков на каждую из 4 триад:
- Историческая триада Будды (санскрит: शाक्यमुनि Шакьямуни; корейский: 석가모니/석가 сокгамониль/сокга)
- Триада Будды Западного Рая (अमिताभ Амитабха; 아미타불 амитабуль)
- Триада Будды Будущего (मैत्रेय Майтрейя; 미륵보살 мирыкбосаль)
- Триада Будды Медицины (भैषज्यगुरु Бхайшаджагуру; 약사여래/약사불 яксайоре/яксабуль)

В каждом наборе 100-50 штук были выполнены в цветах и золоте, остальные 50 только в золоте.
По состоянию на 2009 г. только 6 из заказанных 400 до сих пор сохранились.
- 1 картина в триаде Шакьямуни - сделана в 1565 году, ранее принадлежала храму Хоэм, обнаружена в Японии (в отличном состоянии[7]), приобретена в 1990 году и хранится в коллекции Мэри Джексон Берк в Нью-Йорке. Эксперты в этой области и в буддийском сообществе считают картину одним из самых важных и представительных буддийских произведений искусства, созданных во времена династии[8].
- 1 картина в триаде Бхайшаджьягуру - в настоящее время выставлена в Национальном музее Кореи.
- 4 картины находятся в Японии.
  - 1 картина в Триаде Шакьямуни
  - 3 картины в Триаде Бхайшаджьягуру

### Буддийские храмы
Буддийские храмы служили ещё одним доказательством ревностного стремления Сонрёль к возрождению буддизма. Краеугольным камнем возрождения буддизма является храм Бонгын-са (крупный центр дзен-буддизма).
Бонгын-са был основан в 794 г. дост. Ён-хэ и первоначально назывался Кёнсон-са. Он был перестроен в 1498 году (под покровительством королевы Чонхён) и переименован в Бонгын-са; в 1562 г. он был перенесен примерно на 1 км на нынешнее место. Судьбой его стали разрушения в результате пожаров (1592 и 1637 гг.) и неоднократные перестройки и реконструкции (1637, 1692, 1912, 1941 и 1981 гг.). В трехэтажной каменной ступе хранится сари Будды Шакьямуни, привезенное из Шри-Ланки в 1975 году.
Храм пришёл в упадок в конце эпохи Корё, но был реконструирован в 1498 году. До реконструкции буддизм подвергался жестокому притеснению со стороны государства, поскольку правительство поддерживало неоконфуцианство как единственный государственный идеал. При решительной поддержке Сонрель возрождения буддизма она реконструировала Бонгын-са, и это должно было стать краеугольным камнем возрождения буддизма раннего Чосона.
Дост. Бо-ву сыграл ключевую роль в этот критический период, будучи назначенным Главным монахом Бонгын-са в 1548 году. Он возродил официальную систему обучения и отбора монахов как в Сон (медитация), так и в Гё (доктринальное, схоластическое) секты корейского буддизма. В 1551 году Бонгын-са стал главным храмом ордена Чоге Сон, а затем вскоре стал главной базой для общего восстановления корейского буддизма. Эта возрождённая система обучения произвела на свет таких прославленных монахов, как дост. Со-сан, дост. Са-мён и дост. Бёк-ам. Однако после смерти Сонрель дост. Бо Ву был убит антибуддийскими чиновниками.

### Смерть
Великая вдовствующая королева Сонрель умерла в 1565 году во время правления своего сына. Она хотела быть похороненной в Чонныне вместе со своим мужем, но земля вокруг Чоннына была низкой и подвержена затоплению, и вместо этого её похоронили в королевской гробнице Тэнын. Она посмертно была удостоена звания королевы Мунджон.
После её смерти Юн Вон Хён потерял всю политическую власть и был изгнан из столицы. Не сумев вернуться в политику, он и его вторая жена Чон Нан Чжон покончили жизнь самоубийством, приняв яд.
Говорят, что среди королев, которые были вовлечены в политику династии Чосон, королева Мунджон, наряду с королевой Вонгён, королевой Мёнсон и императрицей Мёнсон, считалась самой политической, смелой и широко мыслящей королевой своего времени.

## Семья

### Родители
- Отец — Юн Джи-Им (1475 — 14 апреля 1534) (윤지임)
  - 1) Дед – Юн Ук (1459 – 1485) (윤욱, 尹頊)
    - 2) Прадед − Юн Ге-Гём (1442–1483) (윤계겸)
      - 3) Прапрадедушка − Юн Са Хын (1422 – 1485) (윤사흔, 尹士昐); младший брат королевы Чонхви
        - 4) Прапрапрадедушка − Юн Бон (1384–1448) (윤번), премьер-министр во время правления короля Чосона Седжо.
        - 4) Прапрапрабабушка - Великая внутренняя принцесса-консорт Хыннён из клана Инчхон Ли (흥녕부대부인 인천 이씨, 興寧府大夫人 仁川 李氏) (1383–1456)

      - 3) Прапрабабушка —  госпожа Ким из клана Герим Ким (계림 김씨)

  - 1) Бабушка —  госпожа Чон из клана Ёнгиль Чжон (영일 정씨) (? — 1520)
- Мать - внутренняя принцесса-консорт Чонсон из клана Чонхви Ли (전성부부인 전의 이씨, 全城府夫人 全義李氏) (1475–1511)
  - Дедушка - Ли Док Сон (이덕숭, 李德崇)
  - Бабушка —  госпожа Хонг из клана Намьянг Хонг (남양 홍씨, 南陽 洪氏)

### Братья и сестры
- Старший брат — Юн Вон-Гэ (윤원개, 尹元凱)
  - Невестка - госпожа И из клана Чонджу И[13]
    - Племянник — Юн Ги (윤기, 尹紀)
    - Племянник — Юн Кан (윤강, 尹綱)
    - Племянница —  госпожа Юн (윤씨)
      - Муж племянницы: Гу Юн (구윤, 具潤) из клана Нынсын Гу.
- Старший брат — Юн Вон-Рян (1495–1569) (윤원량, 尹元亮)
  - Невестка - госпожа Чан из клана Сунчхон Чан (순천 장씨)
    - Племянник — Юн Со (윤소, 尹紹) (1515–1544)
      - Внучатая племянница -  госпожа Юн (윤씨, 尹氏) (? - Октябрь 1566 г.)

  - Племянник — Юн Чан (윤찬, 尹纘)
  - Племянник — Юн Чи (윤치, 尹緻)
  - Племянница - Королевская благородная супруга Сук из клана Папхён Юн (숙빈 윤씨, 淑嬪 尹氏) (? - 1595)[14]
- Старший брат — Юн Вон-Пиль (1496 — 9 мая 1547) (윤원필, 尹元弼)
  - Невестка -  госпожа Чон из Кёнджу Чон cлан (경주 정씨)
    - Племянник — Юн Юн (윤윤, 尹綸)
    - Племянник — Юн Ви (윤위, 尹緯)
    - Племянник — Юн Хо (윤회, 尹繪)
    - Племянник — Юн Джиб (윤집, 尹緝)
- Старший брат — Юн Вон-Ро (? — 1547) (윤원로, 尹元老)
  - Невестка -  госпожа Йи из клана Чонджу Йи (전주 이씨)
  - Невестка -  госпожа И из клана Пхенчхан И (평창 이씨)
    - Племянник - Юн Пэк-вон (윤백원, 尹百源) (1528-1589)
      - Жена племянника -  госпожа Ким Сон Ок (김선옥, 金善玉) из клана Ёнан Ким (1531 -?)[15]
        - Внучатая племянница - Юн Гэмичи (개미치) (? - 1589)[16]
          - Безымянный правнучатый племянник

      - Жена племянника  -  госпожа Бок-и (복이)
        - Внучатый племянник - Юн Док Гён (윤덕경)

    - Племянник - Юн Чеон-вон (윤천원, 尹千源)
    - Племянник - Юн Ман-вон (윤만원, 尹萬源)

  - Невестка -  госпожа Мин из клана Ёхын Мин (여흥 민씨)
    - Племянник: Юн Джо Вон (윤조원)
- Старшая сестра —  госпожа Юн (윤씨)
- Младший брат — Юн Вон Хён (1503 — 18 ноября 1565) (윤원형, 尹元衡)
  - Невестка -  госпожа Ким из клана Ёнан Ким (연안 김씨)[17]
    - Племянник — Юн Соль (윤설, 尹紲)
    - Племянник - Юн Хё Вон (윤효원, 尹孝源)
    - Племянник - Юн Чон-вон (윤충원, 尹忠源)
      - Внучатый племянник — Юн Мён (윤면)

    - Племянник - Юн Дам-ён (윤담연, 尹覃淵)
      - Жена племянника  —  госпожа Йи
      - Жена племянника  —  госпожа Ким

  - Невестка - Чон Нан-Чжон (? - 13 ноября 1565 г.) (정난정, 鄭 允 謙) из клана Чогё Чжон[18].
    - Племянница — госпожа Юн (윤씨, 尹氏)
- Младший сводный брат — Юн Джи-сун (윤지손, 尹支孫)
- Младший сводный брат — Юн Со Сон (윤서손, 尹庶孫)
- Младший сводный брат — Юн Бан Сун (윤방손, 尹傍孫)
- Младший сводный брат — Юн Чжо Сон (윤저손, 尹低孫)
- Младшая сводная сестра — госпожа Юн (윤씨, 尹氏)

### Муж
- Ли Ёк, король Чунджон (16 апреля 1488 — 29 ноября 1544) (조선 중종)
- Свекор — Ли Хёль, король Сонджон (성종대왕, 成宗 大王) (19 августа 1457 — 19 января 1495)
- Свекровь — королева Чонхён из клана Папхён Юн (정현왕후 윤씨, 貞顯 王后 尹氏) (21 июля 1462 — 13 сентября 1530)

### Дети
- Дочь — Ли Окхе (이옥혜, 李玉惠), принцесса Уихе (의혜공주) (1521—1564). Муж: Хан Гённок (한경록, 韓景祿)
  - Внук — Хан Уи (한의, 韓漪)
    - Правнук — Хан Сасон (한사성, 韓師聖)
    - Правнук — Хан Садок (한사덕, 韓師德) (1575—1629)

  - Внук — Хан Ван (한완, 韓浣)
  - Внук — Хан Сун (한순, 韓淳)
  - Внучка — госпожа Хан
- Дочь — Ли Окрён (이옥련, 李玉蓮), принцесса Хёсон (효순공주) (1522—1538). Муж: Гу Саён (구사안, 具思顔) из клана Нынсын Гу (1523 — 22 апреля 1562)[19]
  - Безымянный внук (1538—1538); выкидыш
  - Приёмный внук — Гу Хун (구홍, 具弘)
- Безымянный ребёнок (1528 г.)[20]
- Дочь — Ли Окхён (이옥현, 李玉賢), принцесса Кёнхён (경현공주) (1530—1584). Муж: Син Уи (신의, 申檥)[21]
  - Внук — Син Сачжон (신사정, 申士楨)
- Сын — Ли Хван, король Мёнджон (3 июля 1534 — 3 августа 1567) (이환 경원대군). Жена: королева Инсун из клана Чхонсон Сим (인순왕후 심씨, 仁順王后 沈氏) (27 июня 1532 — 12 февраля 1575)
  - Внук — Ли Бу, наследный принц Сунхве (순회세자 이부, 順懷世子 李暊) (1 июля 1551 — 6 октября 1563)
- Дочь — принцесса Инсун (1542—1545) (인순공주)[22]

## В искусстве
- Сыграла Ким Хе Чжа в сериале MBC 1985 года «Орхидея ветра» .
- Сыграла Чон Ин Хва в сериале SBS 2001 года « Дворцовые дамы» .
- Сыграла Пак Чон Сук в сериале MBC 2003 года Дэ Чан Гым.
- Сыграла Ли Док Хи в сериале KBS2 2008 года « Родной город легенд» .
- Сыграла Пак Джи Ён в сериале KBS2 2013 года «Беглец из Чосона» .
- Сыграла Ким Ён Э в сериале JTBC 2016 года « Зеркало ведьмы» .
- Сыграла Ким Ми Сук в сериале MBC 2016 года «Цветок в тюрьме» .
- Сыграла Ли Кён Джин в сериале ТВ Чосун 2019 года «Период выживания в Чосоне».

## Смотрите также
- Чунджон
- Мёнджон
- Юн Вон Хён - младший брат Мунджон
- Корейский буддизм
- Королева Чонхви - родственница Мунджон по отцу
- Королева Чангён - родственница Мунджон